# Distretto di Nanfen
Il distretto di Nanfen (南芬区S, Nánfēn QūP) è un distretto della Cina, situato nella provincia di Liaoning e amministrato dalla prefettura di Benxi.